# Jon Monnard
Jon Monnard (geboren 1989 als Jonathan Monnard in Vevey, Kanton Waadt) ist ein Schweizer Schriftsteller.

## Leben
Jon Monnard wuchs in Châtel-Saint-Denis auf. Nach einer Lehre als Buchhändler absolvierte er 2012 die Berufsmaturitätsschule. In Lausanne studierte er Kommunikation und Marketing und schloss 2015 mit einem Bachelor ab. Er arbeitet als freier Autor und Texter, ist Mitgründer einer Theatergruppe und gibt Kurse in Creative Writing in Schulen und in einer psychiatrischen Klinik.
Im März 2017 erschien sein erster Roman Et à la fois je savais que je n’étais pas magnifique mit einem Vorwort des französischen Schriftstellers Philippe Besson. Der Roman wurde von der Kritik gelobt. Seit 2019 ist er Markenbotschafter von Caran d’Ache. Im selben Jahr brachte er in Zusammenarbeit mit dem Illustrator Fichtre und der Bekleidungsmarke Avnier (der Marke des Rappers Orelsan) ein T-Shirt sowie ein Buch heraus, die von einem Aufenthalt in Hyères in der Villa Noailles, einem Kunstzentrum von nationalem Interesse, inspiriert waren. Es teilt eine enge Verbindung mit der Villa Noailles.
Er ist assoziierter Forscher am CHUV im Bereich der psychiatrischen Forschung.
Er teilt sich das Studio mit dem Künstler Rylsee im berühmten Kunstraum Urban Spree in Berlin.

## Auszeichnungen
- 2017: Stipendium des Kantons Freiburg[4]

## Werke
- Et à la fois je savais que je n’étais pas magnifique. Roman. Éditions L’Âge d’Homme, Lausanne 2017, ISBN 978-2-8251-4657-6